# Dikasterion
Het dikasterion of de juryrechtbank (Oudgrieks: δικαστήριον; mv. δικαστήρια) in verscheidene poleis zoals klassiek Athene, maar ook in Ptolemeïsch Egypte (tot ca. 176 v.Chr. en afgeschaft in 173/172 v.Chr.) behandelden zaken op het gebied van het privaat- en strafrecht, maar zij hielden zich vooral bezig met politieke zaken.

## Atheensdikasterion
Het Atheense dikasterion onderwierp ambtenaren vóór het in dienst treden aan een antecedentenonderzoek" (dokimasia) en riep hen na beëindiging van hun ambtstermijn ter verantwoording (euthynai).
Het voerde processen tegen van hoogverraad of omkoping beschuldigde generaals (εἰσαγγελία / eisangelia).
Het behandelde klachten van burgers, dat een medeburger een ongrondwettelijk in de Volksvergadering (Ekklèsia) had laten aannemen (graphe paranomon). Als de klacht gegrond was bevonden, werd de wet ingetrokken en de indiener van het wetsvoorstel beboet.
De Volkrechtbanken waren wisselend van samenstelling. Voor elke rechtszaak (ca. 200 x per jaar) werden uit een groep van 6000 vrijwilligers (burgers van minimaal 30 jaar) die de Heliastische eed hadden gezworen 201 of 401 (bij private processen) en 501 (bij politieke processen) juryleden door het lot aangewezen. De juryleden velden het oordeel (bij meerderheid van stemmen) en speciale ambtenaren, thesmotheten, bereidden de zittingen voor en fungeerden als vergadervoorzitter. Advocaten zoals wij die kennen, waren in dit stelsel onbekend.

## Ptolemeïschdikasterion
Het Ptolemeïsche dikasterion werd door Griekse militaire kolonisten in Egypte opgericht en bestond uit een door het lot uit de plaatselijke gemeenschap aangeduide jury met een wisselend aantal, dat echter vaak tien was. De processen werden - zoals bij bijna alle processen in Egypyte - ingeleid door de εἰσαγωγεύς ("inleider", een vertegenwoordiger van de koning), die tevens de processen organiseerde en het vonnis tot uitvoer bracht. Hij kon echter ook bepaalde processen verhinderen. Zo was ook de koninklijke tussenkomst mogelijk wanneer een strateeg na enteuxis ("verzoek (aan de koning)") om de samenstelling van een dikasterion vroeg. Door de oprichting van de chrematisten werd het dikasterion echter overbodig en in 173/173 v.Chr. werden ze dan ook afgeschaft.